# Camptosaurus
 Camptosaurus  („Echse mit biegsamem Rücken“) ist eine Gattung der Vogelbeckendinosaurier (Ornithischia) aus der Gruppe der Iguanodontia. Die verschiedenen Arten lebten im Oberjura (Kimmeridgium bis frühes Tithonium) von Europa und Nordamerika. Camptosaurus erreichte eine Körperlänge von bis zu sieben Metern und ein Gewicht von 1700 Kilogramm. Typusart ist C. dispar.

## Beschreibung

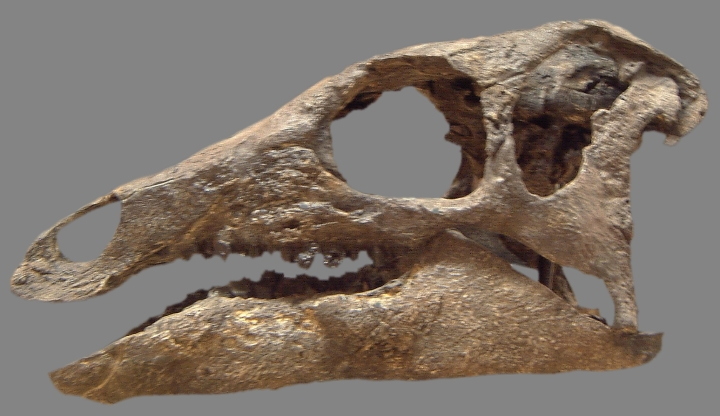
Nachbildung eines Schädels von Camptosaurus dispar aus dem Bone Cabin Quarry

Der Pflanzenfresser besaß einen langen, breiten Schädel, der sich zu einem hornigen Schnabel verjüngte. In ihm befand sich neben zackenartigen Zähnen auch eine lange Zunge, mit der er sich kleine Zweige ins Maul hätte ziehen können. Aufgerichtet auf die Hinterbeine hätte er auch die Möglichkeit gehabt, hochgelegene Blätter und Zweige zu erreichen und sie mit seinen kräftigen Vorderfüßen festzuhalten.
Da Camptosaurus aber zudem kleine Hufe an den Fingern besaß, ist anzunehmen, dass er sich kurzzeitig auch vierbeinig (quadruped) fortbewegt hat.
Die Oberschenkel des Dinosauriers waren leicht gebogen, was seine massigen Hinterbeine verstärkte und es ihm ermöglichte bei Gefahr mit hoher Geschwindigkeit zu fliehen.

## Namensgebung
Die Gattung wurde 1879 von Othniel Charles Marsh (1831–1899) als Camptonotus beschrieben (gr.: kamptos – „biegsam, flexibel“; sauros „Echse“). Er wählte diesen Namen, weil er fälschlich diagnostizierte, dass die Kreuzbeinwirbel des Beckens nicht wie bei Dinosauriern üblich zu einer stabilen Einheit miteinander verwachsen waren. Er änderte den Gattungsnamen 1885, da dieser bereits für eine Gattung der Langfühlerschrecken vergeben war.

## Paläobiogeografie

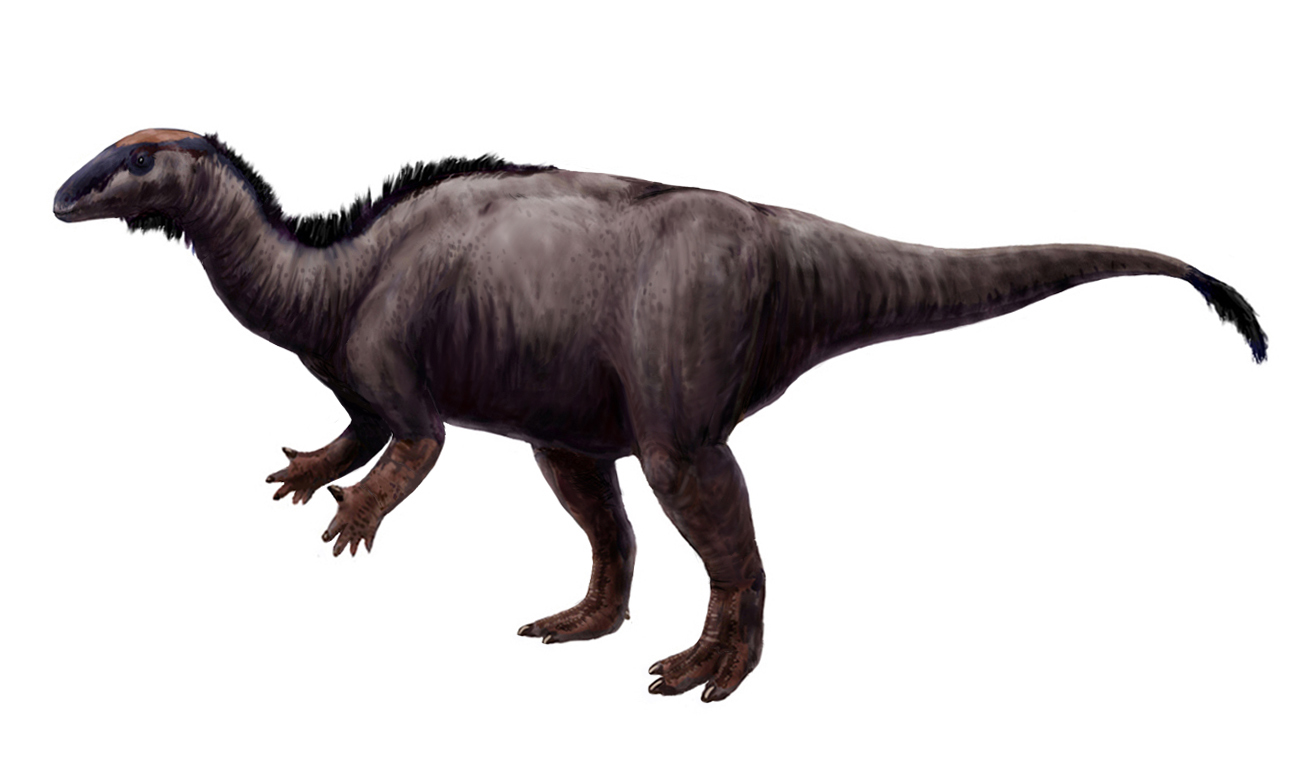
Lebendrekonstruktion

Größenvergleich zwischen Camptosaurus und einem Menschen

Camptosaurus ist wegen seiner vielen Funde in verschiedenen Altersstadien eine recht gut bekannte Dinosauriergattung, zu der vier Arten gehören. Drei stammen aus der nordamerikanischen Morrison-Formation in den USA (Bundesstaaten Colorado, Oklahoma, Utah, Wyoming); C. pretswichii, gefunden nahe Oxford, gilt als einziger unzweifelhafter Nachweis der Gattung außerhalb Nordamerikas und stützt die Theorie einer Landbrücke zwischen diesem Kontinent und Europa während des Oberjuras.